# دارکوب خالدار کوچک

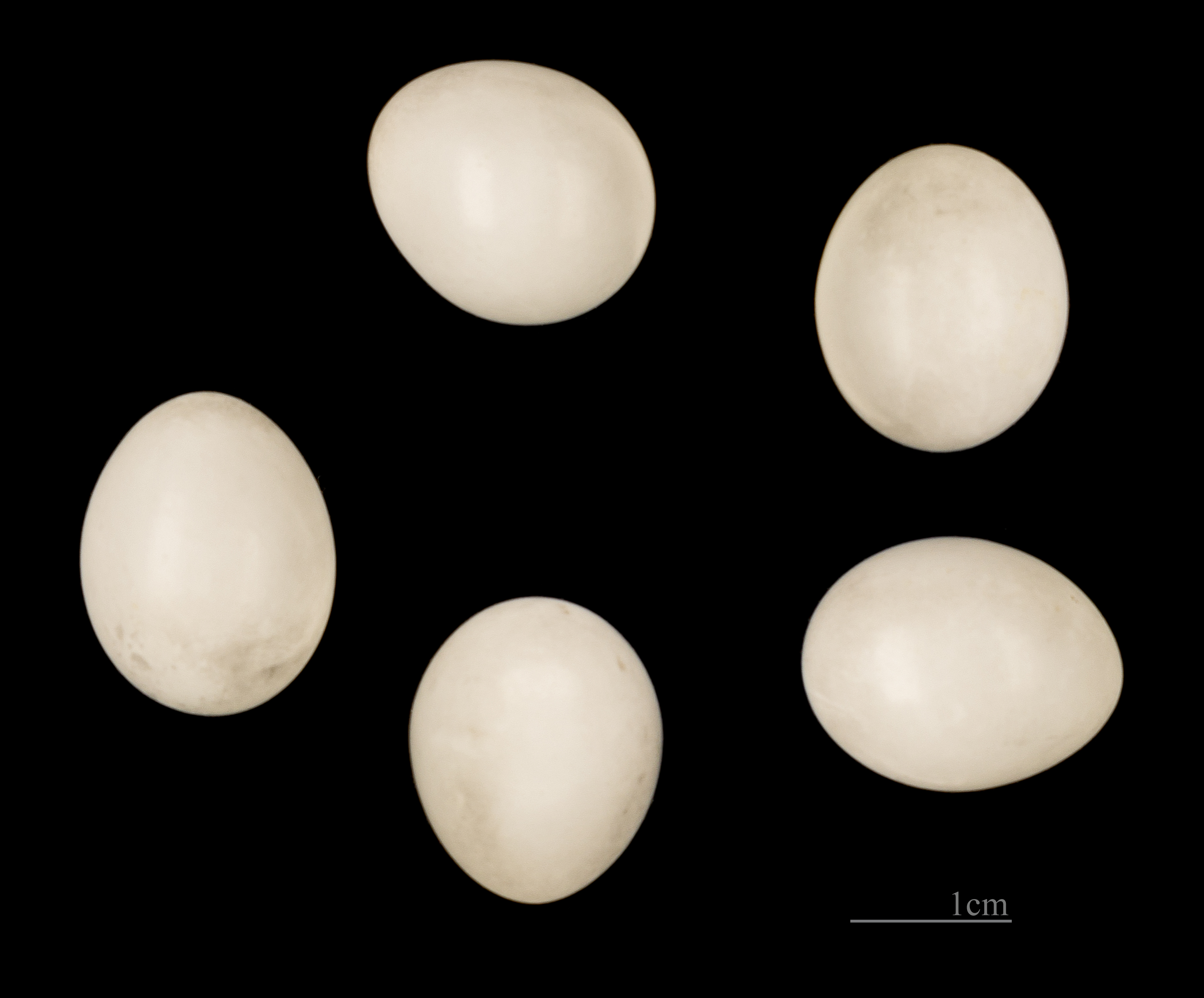
Dendrocopos minor

دارکوب خالدار کوچک (نام علمی: Dendrocopos minor) پرندهای از تیرهٔ دارکوبان است. این پرنده در ایران نیز یافت می‌شود.
این دارکوب را زیست‌شناس سوئدی کارل لینه در سال ۱۷۵۸ در دهمین نسخه از کتابش systema naturae با نام علمی Picus minor طبقه‌بندی کرد. این گونه در سال ۱۸۱۶ توسط زیست‌شناس آلمانی Carl Ludwig Koch به سرده Dendrocopos منتقل شد.